# Salifou Modi
Salifou Modi (Zinder, 12 de octubre de 1962) es un general de división nigerino, actual vicepresidente del Consejo Nacional para la Salvaguardia de la Patria, una junta militar que gobierna Níger desde el golpe de Estado de 2023.
Se desempeñó como jefe de Estado Mayor de las Fuerzas Armadas Nigerinas de 2020 a 2023. El 1 de junio de 2023 fue nombrado como Embajador en los Emiratos Árabes Unidos.

## Biografía
Entre 2010 y 2011, Modi sirvió como miembro del Consejo Supremo para la Restauración de la Democracia. Posteriormente, se convirtió en agregado militar de Níger en Alemania hasta 2020, año en el que reemplazó al general de cuerpo Ahmed Mohamed como jefe de Estado Mayor. Su designación se produjo tras un ataque por parte de extremistas que mató a 89 soldados nigerinos.
Tras el golpe de Estado de Níger de 2023, se convirtió en vicepresidente del Consejo Nacional para la Salvaguardia de la Patria (CNSP). El 10 de agosto, el primer ministro Ali Lamine Zeine lo designó como ministro de Defensa.